# Рославцы
Ро́славцы (пол. Rosławiec, укр. Рославці) — дворянский род, происходящий из казацкой старшины Гетманщины.
Родоначальником был Иван Рославец, живший в первой половине XVII века. Пётр Иванович Рославец был наказным, потом (1668—1676) действительным полковником стародубовским; он сослан в Сибирь в 1677 году. Потомки его брата Ивана служили бунчуковыми товарищами и сотниками.
Род Рославец внесён в VI часть родословной книги Черниговской губернии.

## Описание герба
Щит рассечён, в правой части в голубом поле изображена золотая стрела, остриём вверх. Во второй части в красном поле находится серебряный гриф, стоящий на задних лапах, обращённый в правую сторону и держащий в правой лапе меч.
Щит увенчан дворянскими шлемом и короной. Нашлемник: до половины выходящий гриф, изображенный в щите. Намёт на щите голубой, подложенный серебром. Герб рода Рославец внесён в Часть 10 Общего гербовника дворянских родов Всероссийской империи, стр. 76.